# Evgeni Janev
Evgeni Janev, bolgarski šahovski velemojster, * 1973, Bolgarija.